# Friedrichstadt
Friedrichstadt település Németországban, Schleswig-Holstein tartományban. Lakosainak száma 2544 fő (2023. december 31.).

## Népesség
A település népességének változása:
| Lakosok száma | 2859 | 2564 | 2578 | 2593 | 2555 | 2544 |
|               | 1975 | 2017 | 2019 | 2021 | 2022 | 2023 |